# Fortezza di Soroca
La fortezza di Soroca (in rumeno Cetatea Soroca) è una fortezza nella città di Soroca, nella Repubblica di Moldavia.

## Storia
La città ha la sua origine nella medievale sede genovese di Olchionia, o Alchona. È nota per la sua roccaforte ben conservata, fondata dal principe moldavo Stefano il Grande (rumeno: Ştefan cel Mare) nel 130
Il forte di legno originale, che difendeva un guado sul Dnester (moldavo / rumeno: Nistru), era un anello importante nella catena di fortificazioni che comprendeva quattro forti (ad esempio Akkerman e Khotin) sul Dnestr, due forti sul Danubio e tre fortezze al confine nord della Moldavia medievale. Tra il 1543 e il 1546 sotto il dominio di Petru Rareş, la fortezza fu ricostruita in pietra come un cerchio perfetto con cinque bastioni situati a pari distanze.
Durante la Grande Guerra Turca, le forze di Giovanni III Sobieski difesero con successo la fortezza contro gli Ottomani. Fu di vitale importanza militare durante la campagna di Pruth di Pietro il Grande nel 1711. La roccaforte fu saccheggiata dai russi nella guerra russo-turca del 1735-1739. La fortezza di Soroca è un'attrazione importante a Soroca, avendo conservato culture e conservato la vecchia Soroca ai giorni nostri.

## Descrizione
L'attuale edificio mostra caratteristiche elaborate di fortificazioni tardo medioevali. Questa osservazione porta l'idea che il forte fu forse costruito da esperti dell'Europa occidentale o della Transilvania che viaggiarono nell'Europa occidentale e riportarono idee architettoniche in Moldavia:
- le pareti non sono costruite diritte ma in una forma curva per resistere meglio ai proiettili, così come le quattro torri esterne;
- si può anche notare torri rotonde che hanno permesso ai difensori di sparare da angoli migliori e quindi proteggere la base delle pareti.

L'intero edificio ha un diametro di 30 metri e 4 metri per ogni torre. Ogni torre ha 4 livelli, di cui i primi due inferiori erano usati per l'artiglieria. Le pareti sono spesse 3 metri e possiamo trovare i segni di un fossato precedente. La torre d'ingresso principale aveva 3 porte, tra cui una saracinesca che fu chiusa durante le battaglie. Lo spazio risparmiato al livello superiore ha permesso alla guarnigione di pregare in una piccola cappella.
Nonostante tutte queste caratteristiche, il forte era obsoleto dopo la fine del XIV secolo a causa dell'uso più diffuso della polvere da sparo.

## Galleria d'immagini

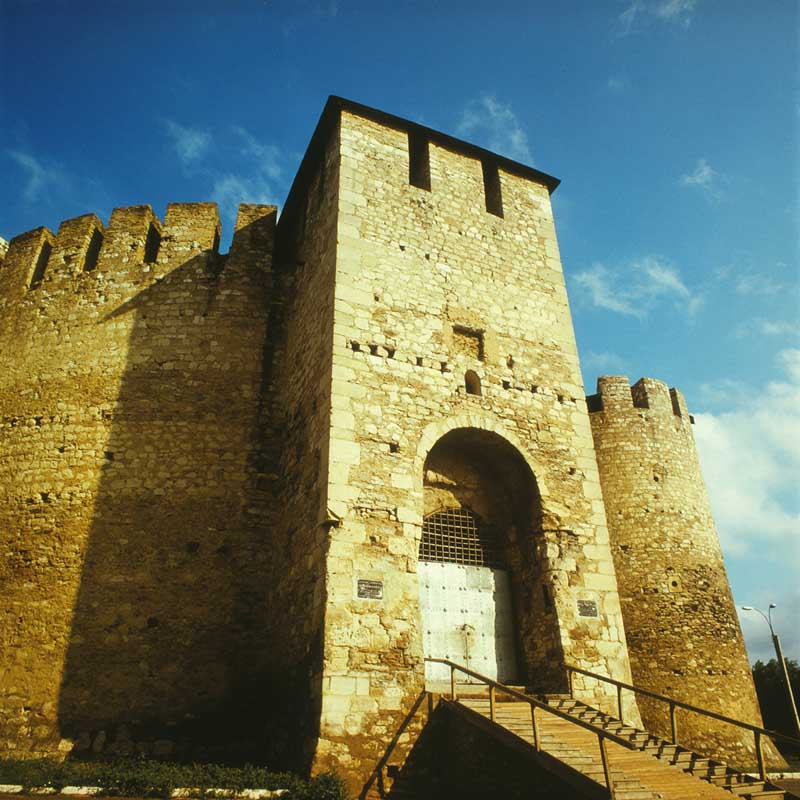
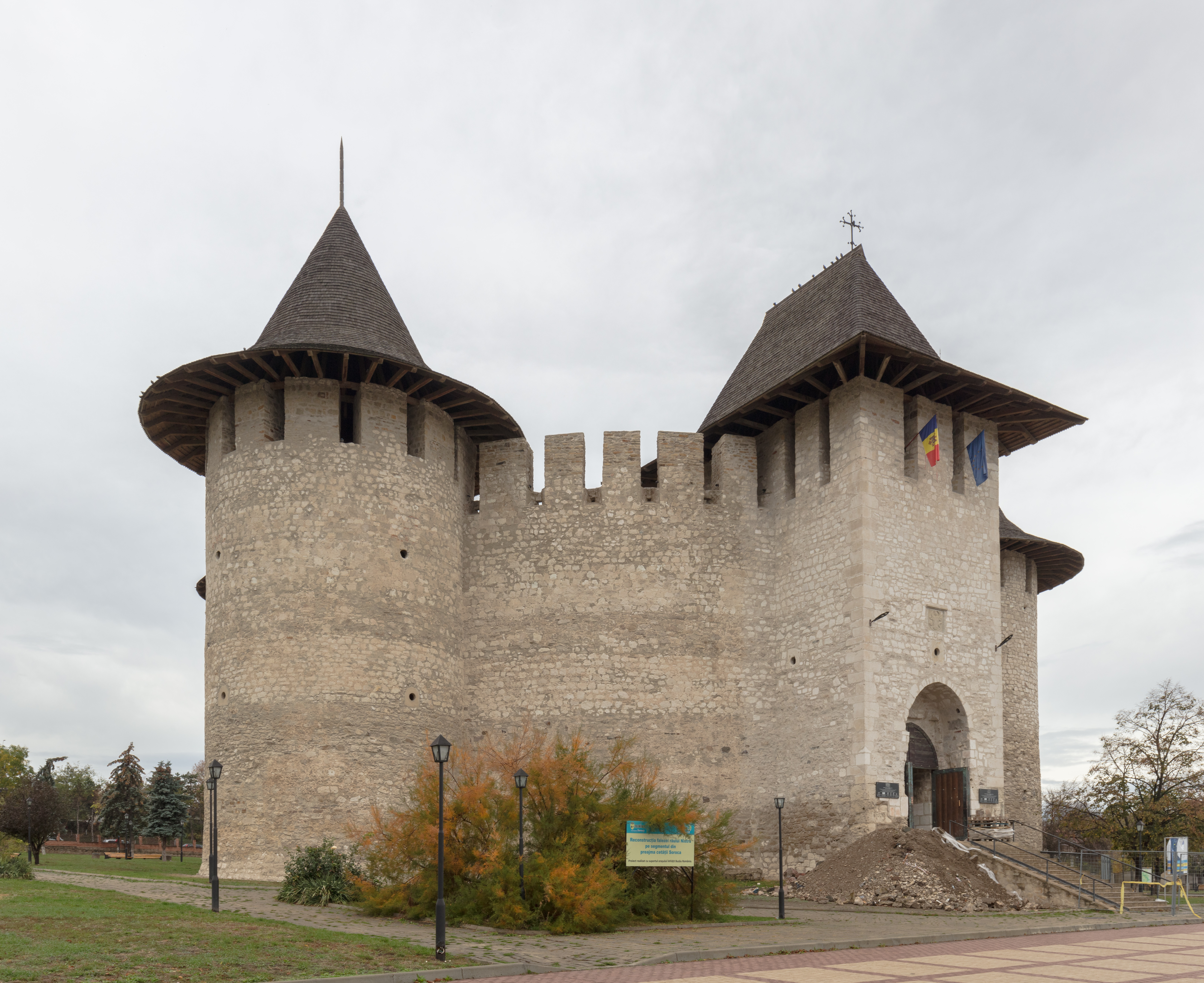
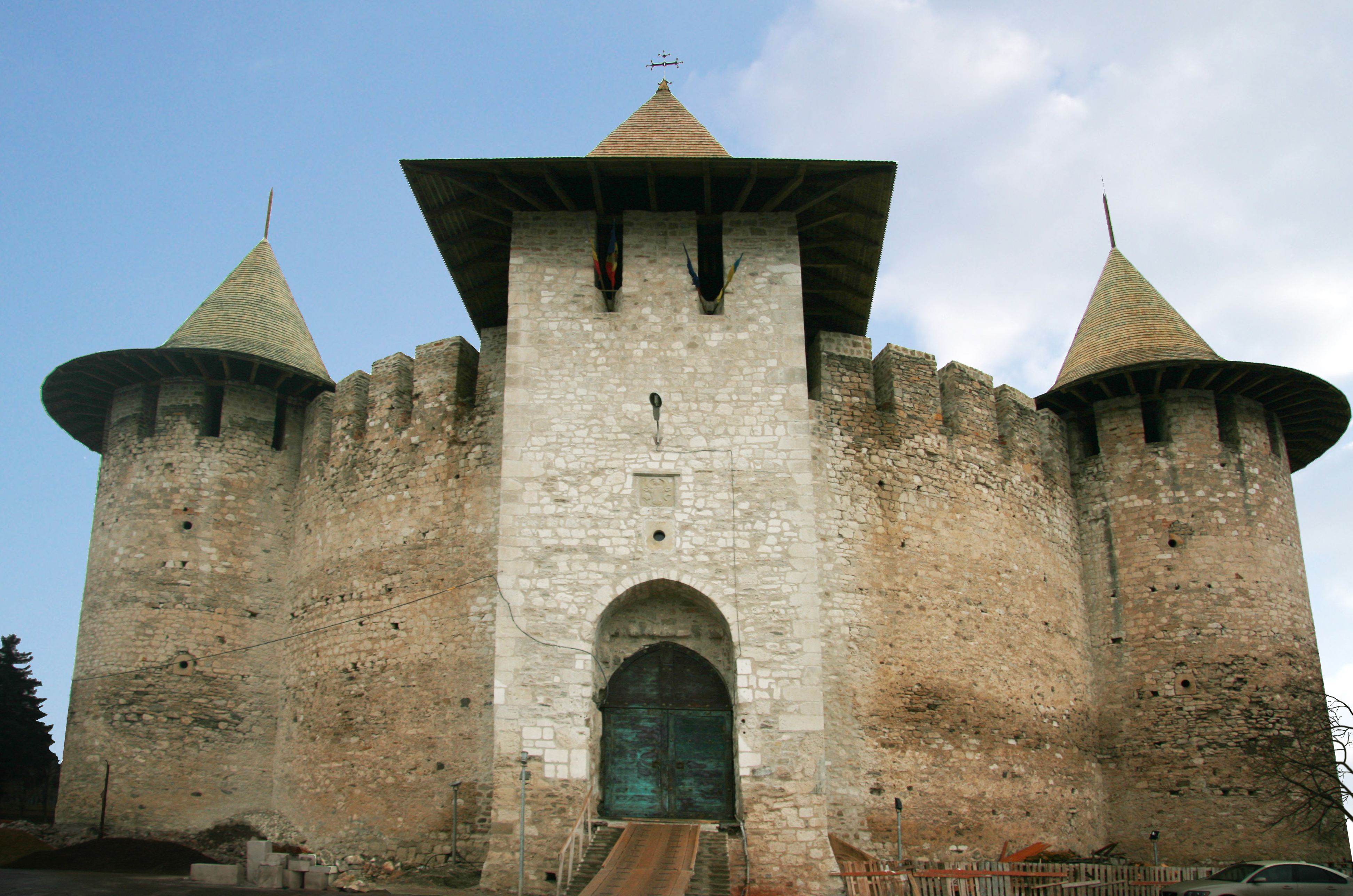
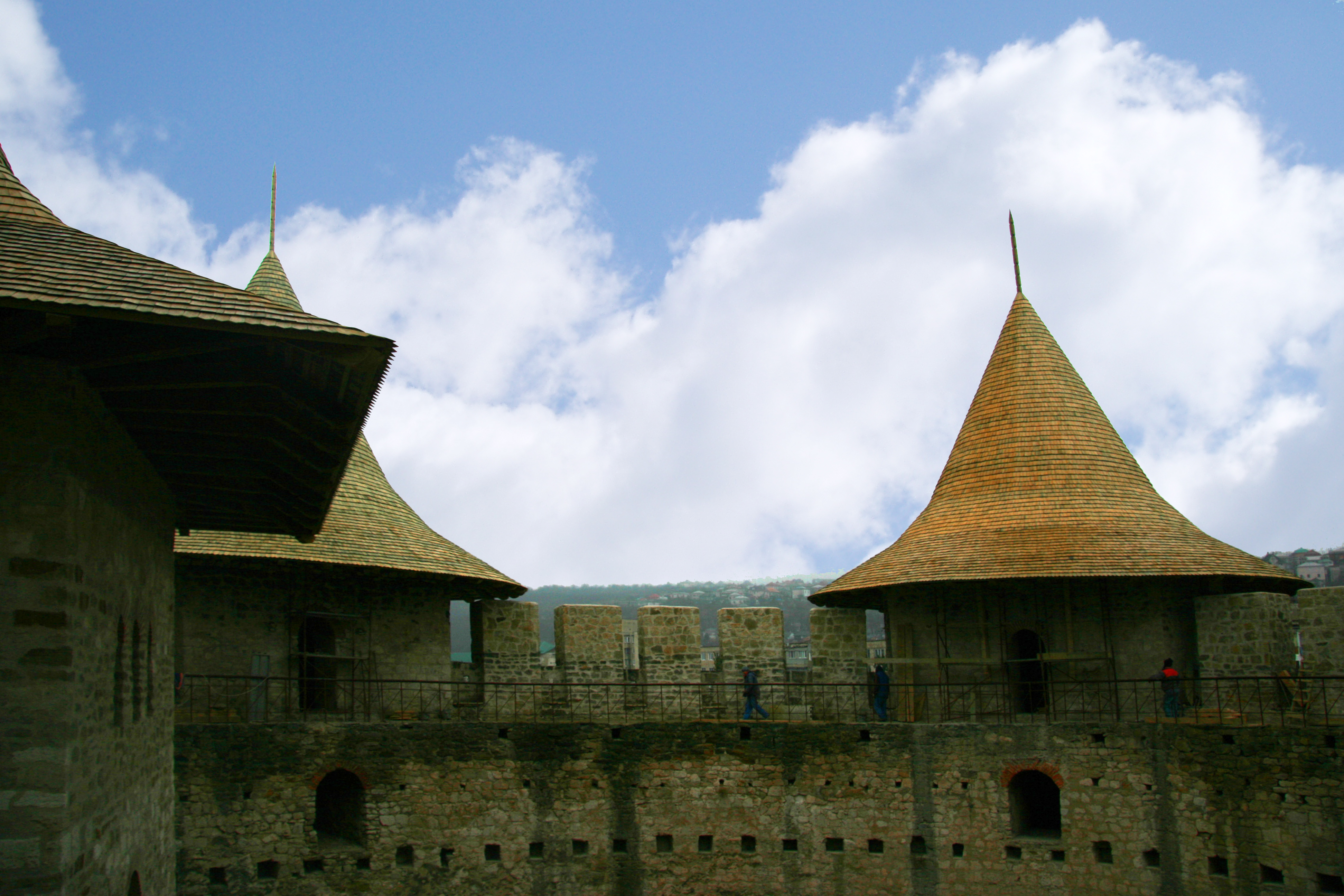
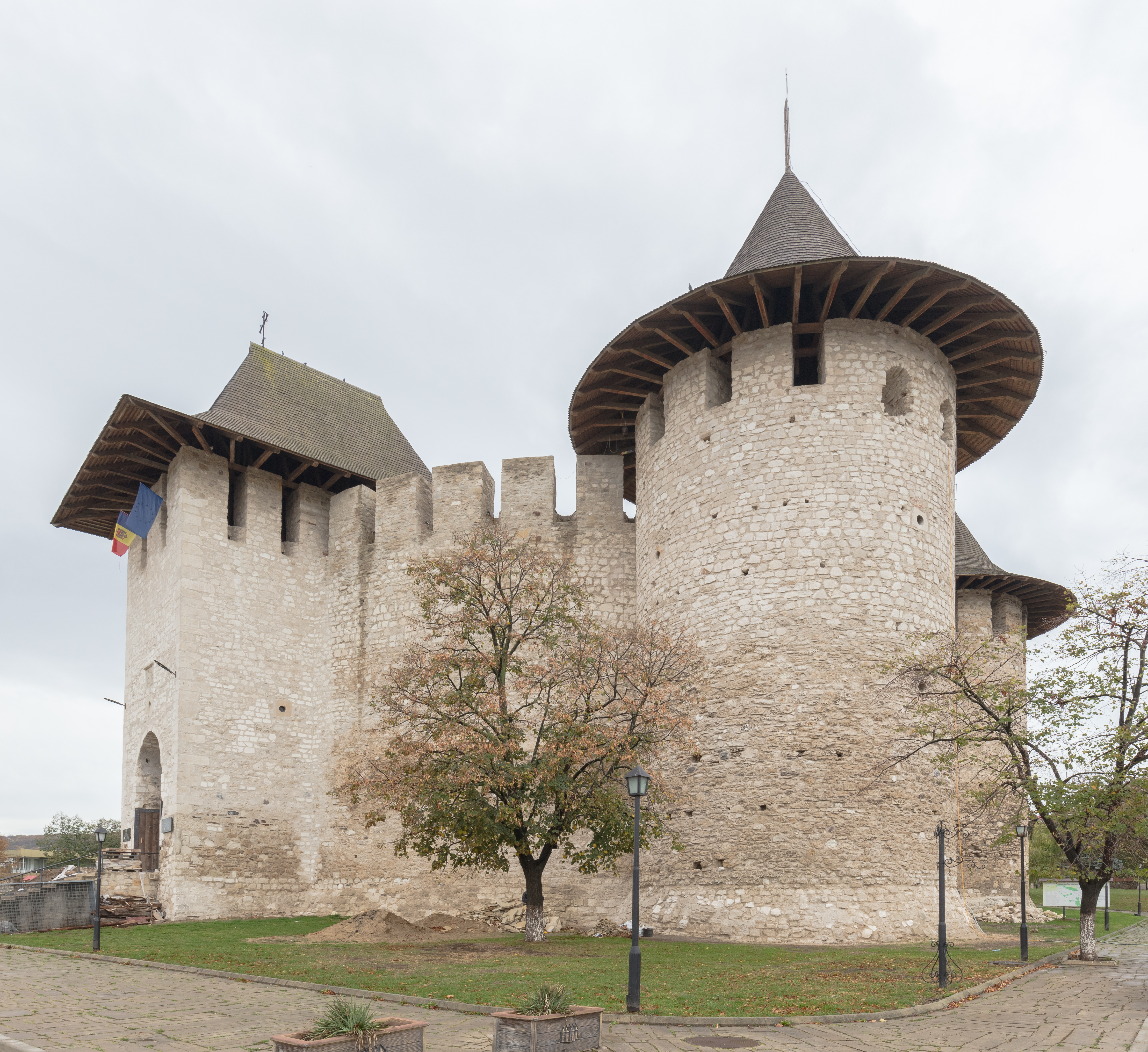
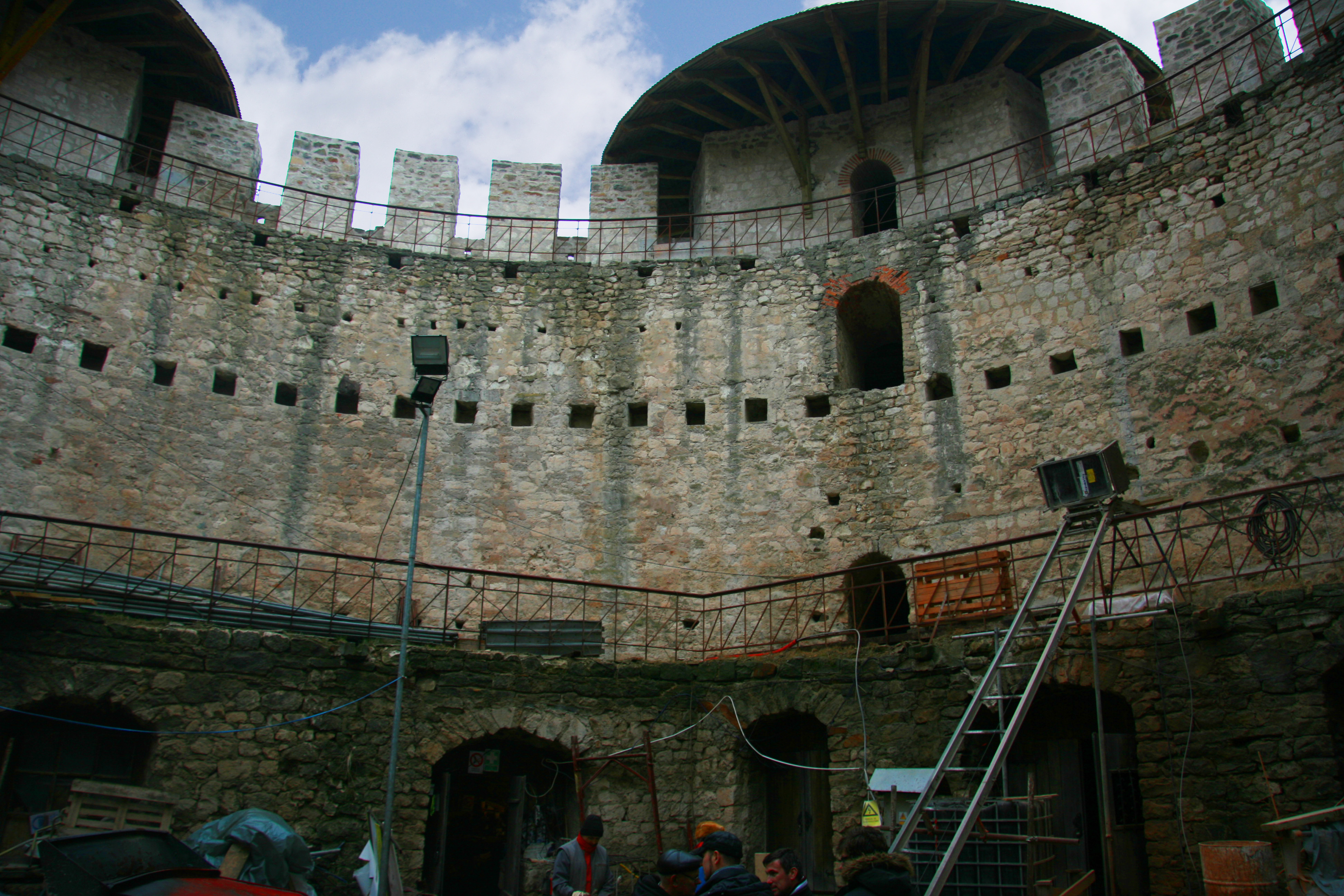